# Kombinatoryka

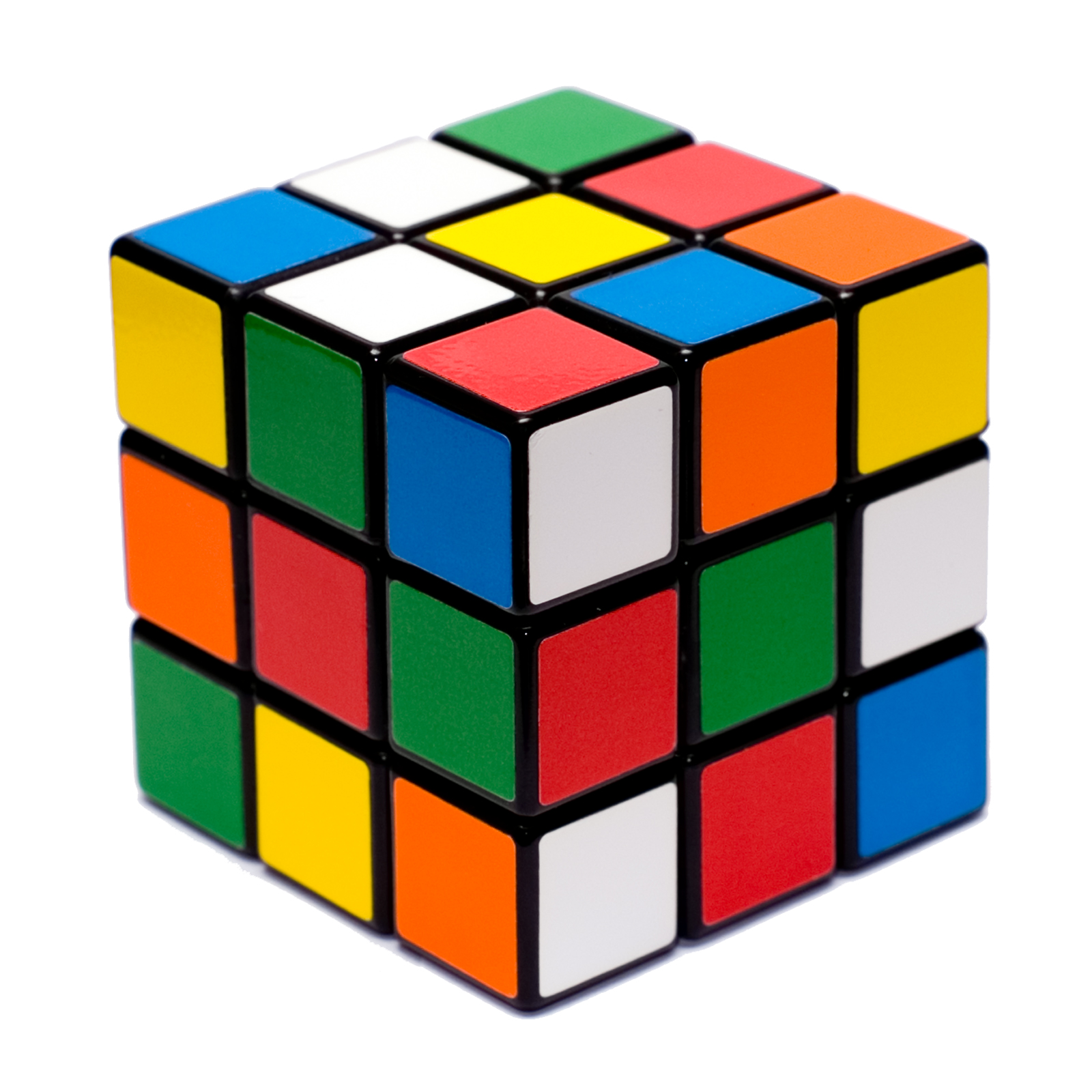
Liczba ustawień kostki Rubika to przykład problemu kombinatorycznego. Nie jest wprost związany z jej korzeniami jak algebra elementarna czy probabilistyka, choć kostkę tę bada też algebra wyższa, konkretniej teoria grup.

Kombinatoryka – dział matematyki badający struktury skończone lub nieskończone, ale przeliczalne. Np. określenie, ile jest podzbiorów k-elementowych w zbiorze n-elementowym stanowi jedno z typowych zagadnień kombinatoryki. Nazwa dyscypliny pochodzi od G.W. Leibniza.
Kombinatoryka swój rozwój zawdzięcza rachunkowi prawdopodobieństwa, teorii grafów, teorii informacji i innym działom matematyki stosowanej. Stanowi jeden z działów matematyki dyskretnej.
Kombinatoryka posługuje się terminologią niewystępującą w innych działach matematyki, stąd pozorna jej odrębność. Najważniejszym jej zadaniem jest konstruowanie spełniających pewne określone warunki odwzorowań jednego zbioru skończonego w drugi oraz znajdowanie wzorów na liczbę tych odwzorowań.